# Pankracy (Dubas)
Pankracy, imię świeckie Petro Dubas (ur. 12 lipca 1955 w Gołogórach) – ukraiński duchowny prawosławny w jurysdykcji Patriarchatu Konstantynopola, od 2012 biskup pomocniczy metropolii Meksyku ze stolicą tytularną w Skopelos.

## Życiorys
12 grudnia 1993 przyjął święcenia diakonatu, a 19 grudnia tego samego roku – prezbiteratu. 9 września 2012 otrzymał chirotonię biskupią.